# アクダマドライブ
『アクダマドライブ』（Akudama Drive）は、studioぴえろによる日本のテレビアニメ。2020年10月から12月までAT-Xほかにて放送された。本作は当初2020年7月から放送予定だったが、新型コロナウイルス感染症の影響で延期となった。
戦争によって分裂し、カントウの属国となったカンサイを舞台に、「アクダマ」と呼ばれる犯罪者たちの姿が描かれるオリジナルアニメ作品。

## あらすじ
過去に起こった戦争により二つに分断された国が舞台。「カントウ」の属国となった「カンサイ」には、治安を乱す犯罪者『アクダマ』が跋扈していた。そんなカンサイの主要施設である「ハンコセンター」に務める女性（一般人）はある日、ふと立ち寄ったたこ焼き店が電子マネーを扱っていないことからタダ食いの疑いを掛けられ逮捕される。警察署には何者かに処刑寸前のアクダマ殺人鬼と、脱獄を1億イエンで依頼された超S級アクダマ運び屋、喧嘩屋、ハッカー、医者が集まる。黒猫を追いかけて彼らと出会った一般人はとっさに詐欺師のアクダマと嘘をついてしまう。どさくさに紛れて脱獄したチンピラも加わり、殺人鬼を奪還。黒猫は一同に、カントウ行きのシンカンセンの金庫襲撃を10億イエンで依頼。アクダマたちは協力しあい、シンカンセン潜入に成功。金庫の中にいたのはカントウの供物である不老不死の兄と妹で、猫の正体は兄だった。
兄妹は自分たちをバンパクパークに送り届けるよう依頼。パークにたどりつくも、医者の裏切りで処刑課に囲まれ、一同はバラバラになって逃走。詐欺師は妹と逃げ回り、運び屋に兄妹を送るよう依頼。詐欺師がネットにアクダマが集まっているという噂を流し、街ではアクダマを恐れる市民の暴動が始まる。処刑課は暴徒をアクダマと認定し、次々処刑していく。兄を追いかけてきた詐欺師達は命を狙う殺人鬼を撃退し先を急ぐ。処刑課は保護した兄をカンサイステーションのシンカンセンに乗せるが、運び屋のバイクに乗った詐欺師と妹、医者とチンピラも到着。兄を奪おうとする医者をチンピラを説得することで退け、押しかけてきた暴徒たちと運び屋たちもシンカンセンに乗り込む。
詐欺師が快い幻から覚めると、ハッカーのドローンから暴徒たちがカントウのデータベースに取り込まれたと教えられる。シンカンセンの外のカントウでは兄妹が供物としてデータベース化されかけていたが、ハッカーの命懸けのハッキングと詐欺師の力によって兄妹を取り戻す。カンサイに戻るシンカンセンを処刑課が爆撃。詐欺師は運び屋に兄妹をシコクに送るよう依頼し、自らは時間稼ぎとして処刑課に刺殺される。その映像が処刑課の一般人殺害映像として出回り、警察は不信感を持った市民に取り囲まれ足止めされる。運び屋は兄妹をカンサイから脱出させようとするが、追手と応戦するため兄妹を下ろし命懸けで撃退した。兄妹は2人で未知の国シコクへと向かい、物語は幕を閉じる。

## 登場人物
一般人→詐欺師
声 - 黒沢ともよ
4月15日生まれの20歳。推定懲役0年→???年。本作の主人公。普通の家庭で育ち普通にカンサイのハンコセンターに就職をして人生を歩んでいた女性。正義感が強く、落としたお金を必ず相手に返そうとしたり、不老不死であろうと痛みを感じる事から守ろうとしたりと、人を惹きつける魅力がある一方厄介事に巻き込まれやすい体質。好物はたこ焼き。
不幸が重なったことによりアクダマの犯罪に巻き込まれ、アクダマ達に素性を問われた際、とっさに詐欺師を名乗り生き延びる。一般人ではあるが持ち前の優しさ、咄嗟の判断力や会話能力の高さ、機転をきかせ場を切り抜ける能力から、アクダマの面々からは詐欺師である事を疑われてはいない。
殺人鬼の脱走計画やシンカンセンの積荷奪還任務などの騒動の末に街へ戻るが、既にアクダマとして指名手配されてしまっており、身を潜めながらの生活として辿り着いたゴミ処理場の管理棟で髪を切り落とし短髪となる。そこに屯していた3人の不良に妹が襲われそうになったため、彼女を守りたい一心で咄嗟に2人を殺め、生き残った1人から襲撃されようとした瞬間に運び屋に助けられる。不良達を殺したのは正当防衛ではあるが、アクダマとして生きる覚悟を固め、妹を兄と再会させることを誓う。処刑課に対する陽動とするために掲示板に扇動の書き込みを行って一般市民の暴動を引き起こし、運び屋と妹と共に処刑課本部へと乗り込む。そこで待ち伏せしていた殺人鬼と遭遇、殺されそうになるが機転を利かせ返り討ちにして生き延びる。兄を追いかけシンカンセンに向かった時も医者とチンピラに命を狙われるが、喧嘩屋との関係を引き合いに出してチンピラを説得。内心忸怩たる思いを抱えていたチンピラの心を動かし、翻意させることに成功する。ハッカーの助けもありカントウから兄妹救助を成功させる。
シンカンセンでカンサイに戻る道中、処刑課の爆撃を食らい足を負傷。運び屋に兄妹をシコクに運ぶよう依頼した後、自身は時間を稼ぐため一般市民のふりをして処刑課の気を引く作戦に出るも、正体を見破られたことで処刑執行されるが、世界に向けて「ざまあみろ」と告げて満足気な表情を浮かべながら息絶える。しかし彼女の殺害場面が「罪なき一般人の処刑」としてカンサイ中に出回ったことで、世論の反感を買った処刑課が結果的にアクダマとして周囲から認定されるようになった。
運び屋
声 - 梅原裕一郎、藤原夏海（子供）
8月23日生まれの27歳。推定懲役745年。ドライビングセンスが天才的でどんな武器でも取り扱っている男性。右手は処刑課の武器を弾くほど強固な義手であり、仕事にはアンカーやレールガンが装備されている高性能バイクを使う。幼少期から「伝説の運び屋」と呼ばれた人物に養育されており、その使い走りとして大人から様々なものを運ばされていた。口が悪く「クソ」という言葉をよく使う。感情の起伏が少ないが自分の仕事には強い自負心を持っており、「俺に失敗はない」と豪語し、「命を落とさないと成功せず、逃げれば命が助かる仕事がある場合どうするか」という一般人の質問にも「命を落としてでも仕事を遂行することを選ぶ」と答えている。アクダマ達と比べると物静かで粗野な部分は少なく理性的かつ常識的であり、他者に対する気遣いが全く無い訳でもない。缶詰だけでもかなり上等な食事を作る事ができ、一般人からは料理人になれると評された。たこ焼きを好んでいる描写がある。
幼少期はとある女性の運び屋の元で暮らしていたが、ある時依頼人から駄賃にと地面に落とされた硬貨を拾い、住居に帰ると彼女は死体になっており、直後に現れた襲撃者によって自身も銃撃で右手を吹き飛ばされる重傷を負った。そのため、「落とした金は縁起が悪い」というジンクスを頑なに守っており、それが元で主人公が巻き込まれるトラブルの発端となる。
一般人達と共にアクダマとして殺人鬼の脱走計画やシンカンセンの積荷奪還任務に付き合っていたが、実は一般人が元々一般人であった事に気づいていた。
一般人たちがロケットで逃走した後、兄から妹へお守り袋を届ける依頼を受けており、丁度危機に陥っていた一般人と妹を救出する形でその依頼を果たす。直後に妹と主人公の依頼を受けるも、当初は断るが、一般人の覚悟を聞いたことで妹を兄と再会させるために彼女らを運ぶ役目を負う。
シンカンセンでカンサイに戻る最中、処刑課の攻撃を受け腕を負傷する。一般人の依頼を受け兄妹をシコクへと運ぶが、その際に追っ手を排除するために兄妹をバイクから下ろし、餞別として「運命を変える500イェン」を兄に渡して兄妹を逃がす。その後は追っ手を引き付け排除する際に致命傷を負うも、最期の力を振り絞って追っ手の全てを殲滅した後は自分の最期の仕事を「上出来だ」と満足しながら息を引き取った。
喧嘩屋
声 - 武内駿輔
11月29日生まれの35歳。推定懲役348年。戦闘バカの脳筋思考の男性。常軌を逸した怪力や身体能力の持ち主であり、医師の使用したゾウを瞬時に眠らせる睡眠薬をも無効化する体質。基本的に粗暴でがさつだが、根は単純で純粋な性格のためちょっとしたウソにも騙されやすく、チンピラのデマカセを唯一信じて兄弟分として扱うようになる。自分の強さに絶対の自信を持ち、強敵との戦いを心の底から望んでいる。
「シンカンセン」での激闘で傷を負い、処刑課師匠との死闘の末に絶命。後にその死因が、自身にとって潜在的な脅威と見做した医者が故意に適切な処置を施さなかったためと発覚する。
ハッカー
声 - 堀江瞬
6月14日生まれの17歳。推定懲役589年。卓越したハッキング能力を有する男性サイバーテロリスト。興味のあるものとないものに対する差が極端な性格。主人公のハッタリを信じ、自分以上のハッキングを持っているのではと、やや興味を示している。
カンサイに対し強い嫌悪感を持っており、いつか「カントウ」へ脱出することを夢見ている。救出した兄（黒猫）からカントウはハッカーが思っているような理想郷ではないことを聞かされるが、それでも千載一遇の機会を諦めきれずシンカンセン襲撃後にグループから離脱する。別れの時に2つ持っていたドローンの片方を主人公に託し、ドローンを経由して主人公達を影から助けていた。カントウに行ったことで、人間が全てデータ化されている真相を知ることになり、データ化した精神にプロテクトをかけカントウ内で自己を保ちつつ潜伏。シンカンセン内部で再会した主人公と運び屋に、ドローンで主人公らの動向を追っていたこと、そしてカントウの真相を話した。ドローンを返しに来てくれたお礼と退屈しのぎとして、カントウの防御プログラミングにハッキングを挑み成功させるが、主人公に"冥途の土産"を残し、激しい損傷を負った精神データは消去された。
カントウで別れる前に主人公の持っていた携帯端末に仕込みをしており、教育番組をハッキングして扇動映像へと作り変え、民衆に処刑課への敵意を植え付けることに成功。同時に発動させた時限プログラムによってカンサイ全域のネットワークをシステムダウンさせる。これは運び屋が戦っていた処刑課の航空戦力にも影響を及ぼし、運び屋の最後の一撃を成功させる助けとなった。
医者
声 - 緒方恵美
6月9日生まれで年齢不詳。推定懲役432年。外見は豊満な肉体を持つ妙齢の美女だが、後の発言で年齢も性別すらも外見通りではないことが示唆されている。快楽のために命を弄ぶマッドサイエンティスト。薬品の取り扱いに長けており、白衣の下には薬や注射器を仕込んでいる。落ち着いた物腰で達観した物言いをする。医者として高い能力を持っており、自分の怪我は自分で治せる他、自らの腹を真っ二つにされても治療出来たり、切り落とされた殺人鬼の脚を元のように動けるよう繋ぎ合わせる等の芸当も可能。
指名手配を取り下げるため処刑課とグルになり兄妹を引き渡したが、実際は兄妹の研究や体質に興味を示している。アクダマでなくなったにも関わらず、すぐにキタ区理化学研究所を襲撃してデータを入手し、兄妹の身柄を自分が手に入れるべく行動を開始した。その目的は生き物の生も死も自分の思いのままにできる力を得ること。このため兄妹の不老不死ですら「生物として不完全」と言い切っている。
処刑課を利用し、シンカンセンを前に一般人や兄妹たちを追い込み、アクダマでない自分は蚊帳の外で命の保証がされているため優越感をあらわにするが、チンピラの翻意により計画が失敗する。チンピラが自分の命令に従わなかったことへの意趣返しとして、喧嘩屋の死の原因が自分にあることを暴露するも、それを聞いて逆上したチンピラに不意をつかれた際、皮肉にも自身がチンピラに仕込んだ技術で頸動脈を切られて致命傷を負う。チンピラの頸動脈を切って彼を殺害した後に自己治療を試みるも、シンカンセンに乗り込もうとした一般市民達に踏まれる形で治療も間に合わず絶命した。
主人公の態度を演技ではないかと疑っているが、そもそも主人公が元はアクダマではなく一般人であったという真相には気付いていない。
チンピラ
声 - 木村昴
9月17日生まれの23歳。推定懲役4年。金の亡者ではあるが臆病で小心者の男性。長いものに巻かれる口八丁タイプ。留置所にいたが、アクダマたちの抗争で牢が壊れ脱走に成功する。懲役が最も短い。
喧嘩屋から自身の素性を問われた際、咄嗟に「懲役5億年のアクダマ」と名乗ったため、以降彼からの尊敬を受けて兄弟分となる。成り行きで始まったとはいえ喧嘩屋と心を通わせた時間は本物であり、喧嘩屋死亡後に処刑課弟子を斬りつけるが、躊躇いから右目に傷を負わせるに留まる。
兄が囚われた際にその場から生き延びて街に戻るも、指名手配のため身を潜める生活を送っていた。秘密裏に兄のお守り袋に発信機を仕込んでおり、その情報を処刑課に売って取引材料に使うことを目論んでいたが、ピンチの場面に遭遇した医者に命乞いをするためデータを引き渡す。なし崩しに合流した医者と行動することになり、その流れから肉体関係を持ってしまう。医者の殺傷能力に怯え言われるがまま行動していたが、人質に取った主人公の説得に心動かされ彼女を解放する。その意趣返しとして医者に聞かされた喧嘩屋死亡の真相（医者が故意に不完全な治療を施した）を知り逆上、一般市民に紛れる形で医者を襲い彼女に教えられた技術で頸動脈を斬りつけた。しかし同時に自身も頸動脈を切られたことで絶命。その際、「強い奴に喧嘩を売るのは最高だな」と喧嘩屋に語りかけ、満足げな笑みを浮かべていた。
殺人鬼
声 - 櫻井孝宏
1月13日生まれの27歳。推定懲役967年。殺人が趣味で、赤を見ると見境なく興奮する青年。普段は無邪気な性格で赤いものであればボタンでも何でも押しまくる。推定懲役が最も長く処刑寸前であったが、アクダマたちの抗争から免れる。但し本人は捕まえたのならばちゃんと殺して欲しかったと、自分の命に頓着はない。主人公に興味を持ち、積極的に守ろうとする。他者の頭上に赤い天使の輪が見える事があり、その相手を殺める際には強い快感がある。主人公の頭上に見えたそれは、段々と育ち後に離れていても分かる程の大きさへなった。
見かけや感触が脳みそに似ているという理由からマシュマロが好物。
兄が囚われた後に行方知れずになっていたが、主人公が行った市民が暴徒化する要因となった処刑課への誘導により動き出し人々を殺害。先回りをして処刑課本部にて待ち伏せをし、「今まで見た中で一番綺麗な赤い天使の輪」をしていた主人公を殺そうとするが、反撃を受け殺される。
黒猫 / 兄
声 - 内田真礼
アクダマに爆弾付きの首輪を装着し、同時に指示を与えるロボット。本体はシンカンセンの金庫にて妹と共に「カントウ」への供物として囚われており、アクダマに奪還を依頼した。数々の犠牲の上で不老不死の体として誕生し、ハカセと呼ばれる存在から数々の特殊な道具を与えられている。外見年齢の割にこの世界について普通の人間は知らないような知識を持つだけでなく、知能も高くアクダマたちをも手玉に取る言動をするが、それゆえに達観しきっており諦めが早い。そうした姿勢は、数々の苦難を乗り越え成長した妹に批判された。
妹と月へ逃げる計画だったが、直前で医者の裏切りにより処刑課の妨害を受ける。最後は主人公に妹を託し、処刑課に確保された。
カントウに移動後、妹と共にカントウの人々の精神体を受け入れるデータベースとして供物にされかけていたが、主人公とハッカーにより助けられる。
妹や主人公の熱意に当てられ、最終的に諦めずに生き抜く意思を示す。カントウから脱出した後、主人公と運び屋の力もあって妹とシコクへ逃亡した。
妹
声 - 市ノ瀬加那
シンカンセンの金庫にて兄と共に「カントウ」への供物として囚われていた少女。兄同様不老不死の体を手に入れている。兄とは血の繋がりがある実の兄妹というわけではなく、あくまでも同様の境遇からそうなった疑似家族ではあるが非常に大切にされている。バリアの様な空間を発生させる笛を所持している。会話では語尾に「～の」を付ける。
当初は無感情だったが、兄と離れたあとは、共に行動する主人公を「お姉ちゃん」と呼び慕うようになり、感情も徐々に豊かになっている。主人公から逞しさや人としての情緒を学んだおかげか、すぐに諦めてしまう兄の姿勢を批判するなど、人間的に大きく成長した。
食事に対する興味はなかったが、兄が持っていた何でも食べ物が出せる道具から主人公が出したタコヤキが好きになった。また、主人公の影響で口が悪くなっているが、彼女の口が悪くなった一因である運び屋に対しては「クソの人」と呼んで時おり辛辣な態度も取る。
カントウに移動後、兄と共にカントウの人々の精神体を受け入れるデータベースとして供物にされかけていたが、主人公とハッカーにより助けられた。
カントウから脱出し、主人公と運び屋の力もあって兄共々シコクへ逃亡した。
処刑課師匠
声 - 大塚明夫
11月11日生まれの44歳。カンサイ警察処刑課のベテラン。正義感を秘めた冷静沈着な男性。常にマスクで口を覆っており、その下の頬は大きな傷がある。アクダマ数人を相手に1人で立ち回ったり、気迫だけで喧嘩屋を怯ませる等、高い戦闘能力を持つ。
シンカンセンでの戦いにて重症を負いながらも「カンサイ」に戻ってきたアクダマ処刑のため単独で追走、喧嘩屋との死闘の末に処刑課弟子に武器を託し、殉職する。
処刑課弟子→師匠
声 - 花守ゆみり
10月21日生まれの21歳。カンサイ警察処刑課の若手。アクダマ排除に燃えている女性。高い戦闘能力を有するものの、それ以上に高い能力を持つ周囲の状況に対し、しばしば実力が追いつかないことがある。主人公の推定懲役を調べた際に0年の一般市民と知るが、チンピラの「被害総額300兆、国家予算を丸ごと掠めとった伝説の詐欺師」という言葉を信じ、警察のデータベースを改竄している詐欺師と信じている。
処刑課師匠死亡後、チンピラによって右目に傷を負わされる。以降は眼帯を付けるようになり、師匠を失った悲しみからアクダマへの復讐心に囚われ、ボスの命令にも反抗的態度を取るようになる。以降、処刑課後輩と共に兄の輸送の護衛を行っていたが、医者の襲撃により処刑課後輩の命が脅かされる。その際の騒動でアクダマへの敵愾心を大きくするも、結局彼らを討ち取ることはできなかった。
カンサイの暴徒鎮圧のため強硬な手段に打ち、さらなる暴動を招いたボスのやり方に疑問を感じるようになる。Blu-ray/DVDディレクターズカット版12話で運び屋に襲いかかったボスに体当たりをし彼女に非難されるが、師匠から教わった信念から外れていると感じた弟子は「処刑課のあるべき姿ではないですよ!」と反論する。それ（信念）は私も同じだ!と言い張るボスに燃え盛る街と、処刑課を憎み再び銃を構えた（後輩を攻撃した）少女の姿を見せつけ「あの子はアクダマですか?」と問いかけた。
ボス
声 - 榊原良子
カンサイ警察処刑課のトップ。アクダマを社会の害悪と信じ、徹底排除を目指している。主人公による一般市民の暴徒化拡大に悩まされたが、警察署長を丸め込むことで暴徒＝アクダマと強引に認定して排除を命じた。だが、そうした急場しのぎが署長の自殺を招いた。
Blu-ray/DVDの12話の追加シーンで兄妹を連れて逃げようとする運び屋にビーム十手で斬りかかったものの弟子に妨害され激怒したが、彼女に強引な手段のせいで暴動が起きてしまった事を批判される。その時に後輩を撃った少女に再び殺意を向けられ、ようやく自分の判断の愚かさに気づく。（その際、弟子が一度少女を拘束した時に銃から弾丸を抜いていた事を明かした）
処刑課後輩→弟子
声 - 上遠野太洸
カンサイ警察処刑課の新人。師匠の死後、弟子とバディを組むことになった好青年。正義感にあふれるも臆病で慎重な性格。アクダマは全て処刑すべきという考えを持っている。
主人公が兄を奪還しにきた際に、医者によって「引き抜けば死んでしまう糸」を心臓に打ち込まれるが、一命を取り留める。その後、暴動を起こした市民がアクダマとして処分された事を聞き、アクダマの存在に疑問を感じ始めた。処刑課弟子と共に供物を奪還しようとするが、両親をアクダマ認定され殺害された年端もいかない少女に至近距離から銃撃される。
Blu-ray/DVD版12話で後輩を撃った少女が再び銃を手にしボスに銃口を向けたその時、一命を取り留めた後輩が少女を抱きしめ「こんな事、させてごめん」と泣きながら少女に復讐を決意させた事を詫びる。その姿を見た弟子に成長を認められた後輩は、彼女の事を「師匠!」と呼ぶようになった。
処刑課
声 - 熊田茜音、高橋伸也
処刑課所属の男女職員。女性は制服の汚れを気にするような気だるげな言動、男性はボス相手に軽口を叩くなど決して生真面目とは言えないが、どちらも任務には忠実であり、命令一つで一般市民を虐殺する。他にも二人の男女が登場している。
女性の方は一般市民のふりをして近づいた主人公をアクダマと確認し処刑した。しかし、この一連の場面が後に「罪なき一般人の殺害」として世間で出回った結果、処刑課の任務を全うしたにも関わらず世間の反感を買ってしまう。結果的にこの処刑が、「処刑課こそアクダマである」という認識を植え付けてしまった。
署長
声 - 福西勝也
ボスの発言により、暴徒化した一般市民をやむを得ずアクダマと認定、処刑の判断を下す。しかし主人公の処刑課による殺害で世間からの非難を浴び、良心の呵責に耐えられなくなった結果、署の前で自殺する。
ウサギちゃん
声 - 間宮くるみ
ストーリー中に挟まれるカンサイの教育番組の人形。サメくんに対して毒舌。実は「カントウ」側の存在。ハッカーの"冥途の土産"によりハッキングされ、民衆を扇動した。
サメくん
声 - チョー
ウサギちゃんと同じく、ストーリー中に挟まれるカンサイの教育番組の人形。よくウサギちゃんに酷い事を言われている。実は「カントウ」側の存在。ハッカーの"冥途の土産"によりハッキングされ、民衆を扇動した。
たこ焼き屋のおばちゃん
声 - 鈴木れい子
主人公と運び屋が最初に出会ったたこ焼き屋のおばちゃん。現金主義であり、治安の悪いミナミの路地裏で店を構えているためか、主人公の話を信じずに警察に通報した。

## 用語解説
アクダマ
政治や警察が衰退した「カンサイ」において多発している犯罪者の総称。しばしば「推定懲役」の大きさで、そのアクダマの凶悪さが周知される。アクダマの認定権限は警察署長にしかないため、処刑課の課員が現場で遭遇した殺人や傷害をもってアクダマ認定しての処刑は不可能である。逆に、たとえ明確な罪を犯さずとも認定することは可能であり、劇中では特に破壊行為などを行わずとも抗議運動を行っただけで処刑されたと思しき市民もいる。
処刑課
警察組織における精鋭部隊であり「アクダマ」に対しての処理を生業とする課。独自の捜査権を持ち凶悪な「アクダマ」に対しては量刑を決定し死刑執行まで可能となっている刑事から裁判官まで兼ねるスーパーエリート集団。しかし、処刑課のトップであるボスをして、処刑課の課員は自分の命に執着を持たずにアクダマを徹底して処理しようとする姿勢が強く、その姿勢は自他の命に関心の薄いアクダマ達と大差無く、処刑課の課員は大なり小なり人格に問題のある者達であることを示唆している。元々は「アクダマ」を命懸けで処理するために殉職率が高かったが、現在では弟子を取らせツーマンセルとして組ませる事により、師匠が弟子を生かす情を命綱として生存率を上げている。課員は皆、十手に似た形のレーザーを放出する武器で武装しており、「シンカンセン」等の強固なシールドをも切り裂く他、数十人の人間を容易く虐殺できるほどの暴力を持つ。基本的には高い戦闘能力を生かした作戦を行うチームが多数を占めるが、潜入捜査を行うチームも存在している。
カンサイ
「カントウ」との戦争にて敗北し、「カントウ」の属国として独自の進化を遂げた国。戦争にて一度焼け野原となり滅びる寸前だったが、「カントウ」の手によって復興を遂げている。地域は主にキタ、チュウオウ、ミナミに別れており、キタはカンサイでもお金持ちの高級住宅街や大企業のオフィスが立ち並び、チュウオウは中産階級の住宅が、ミナミは最も治安が悪く犯罪ばかりのバラック街となっている。「カントウ」に比べ全体的に治安が悪く「アクダマ」が横行している。「カントウ」との間には汚染された「絶対隔離領域」と、それを滅菌処理するための「カントウ消毒ゾーン」が存在するため、基本的に人間の行き来は不可能。
カントウ
「カンサイ」との戦争に勝利し、「カンサイ」を属国とした国。「カンサイ」の人々には神様みたいな偉い人達が暮らしており、何でも叶う幸せな理想鄉と思われている。
実際は人々が完全にデータ化された世界で、崩壊した空間の中にデータベースのみ存在している。中にいる人間は最も幸せを感じる記憶の中で夢だと知らずに暮らし続けるとされるが、経年劣化によりデータベースが崩壊の危機を迎えていた。
絶対隔離領域
先の戦争で「カントウ」が使用した新型爆弾により生み出された負の遺産であり、周囲何百kmにも及ぶドーム型の空間。
内部の空気は汚染されており、暴風は吹き荒れ雷が鳴り響く他、内部には「カントウ消毒ゾーン」という完全な対人セキュリティゾーンが存在している。
カントウ消毒ゾーン
「カントウ」と「カンサイ」の間に存在する特殊な空間。先の戦争において使用された兵器による汚染を「カントウ」へと持ち込まれないようにするため、毒や生物の滅菌分解処理を行う。特殊な素材で作られている「シンカンセン」でのみ通過する事ができるが、中にいる生命体は無事では済まないと言われている。
実際は「カントウ」の移動時に中にいる人間の体から精神をデータ化し抜き出すシステムであり、「シンカンセン」の中にいる人間はそのまま体を失ってしまう。
シンカンセン
「カントウ」へ繋がる唯一の手段にして、「カンサイ」においても神聖なるものとして崇められている存在。特殊な素材で作られており、「絶対隔離領域」の中を通り抜ける事ができる。「キュウシュウプラント」からの貨物と「カンサイ」での積荷を「カントウ」に運ぶのが主な目的であり、貨物室への積み込みは登録されている荷物以外は光子力シールドによって焼き尽くされるようになっている。中は1号車が金庫車両、2号車がセキュリティルーム、3・4号車が客室車両、5・6号車が貨物車となっている。
実は「カントウ」が人を欲した時に「カンサイ」の人を運ぶための手段でもあった。
カンサイハンコセンター
正式名称はカンサイ個人情報管理局。主人公の勤め先。カンサイにおける全情報を管理しており、セキュリティはトップクラスでハッカーですら解くことが出来なかった。
バンパク
戦前の人類が後世へと歴史を残すため設置した祭典の遺構。特殊な機械が多く存在しており、最も目玉とされたものとして、月への移動を行えるものがある。
キュウシュウプラント
「カントウ」直属の研究都市。「カンサイ」や「カントウ」で使用される物は全てここで生産されているが、主人公を初めとした一般市民には存在すら知られていない。
シコク
存在はおろか噂すら確認されていない幻の場所。戦争前の文献に辛うじて記録されていたのをハッカーが発見し、座標のデータを"冥途の土産"として一般人に渡した。兄妹の逃亡先。
月
当初の兄妹が目指していた逃亡先で、宇宙に浮かぶ月。だが、既に戦争の余波で崩壊しており、現在空に浮かんでいた月はホログラムで見せられた幻影である。
ハンコ
「カンサイ」の人間が持つ個人証明で、判子型の機械。照合することで個人の立場を証明したり、通退勤の記録を行う時に使用できる、特定の場所の解錠鍵の代わりになる他、ハンコ電子マネーという現金代わりに使用する機能もある。何故か「シンカンセン」と「カンサイ」の住民のハンコは紐付けされている事がわかっている。
カンサイ教育番組
「カンサイ」で放送されている「カンサイ」の成り立ちを教える教育番組で、ウサギちゃんとサメくんが出演している。1日23回も再放送を行うほど目にする機会が多い番組。
実は「カントウ」が仕組んだ洗脳番組であり、都合の良いように情報をねじ曲げ市民を誘導するために作られている。

## スタッフ
- 原作 - ぴえろ[6]、TooKyo Games[6]
- ストーリー原案 - 小高和剛[6]
- キャラクター原案 - 小松崎類[6]
- 監督 - 田口智久[6]
- 副監督 - 笹原嘉文[6]
- シリーズ構成 - 海法紀光[6]、田口智久[6]
- キャラクターデザイン - Cindy H. Yamauchi[6]
- メカニックデザイン - 山本翔[6]、宮川治雄[6]、常木志伸[6]
- 美術監督 - 谷岡善王[6]
- 美術設定 - 青木薫[6]
- 色彩設計 - 合田沙織[6]
- 編集 - 三嶋章紀[6]
- 撮影監督 - 山田和弘[6]
- CG監督 - 藤谷秀法[6]
- 音響監督 - 長崎行男[6]
- 音楽制作 - NBCユニバーサル・エンターテインメント[6]
- 音響制作 - デルファイサウンド[6]
- 音楽 - 會田茂一[6]、井内舞子
- 音楽プロデューサー - 藤平直孝
- プロデューサー - 富永禎彦、津川明倫、団野喜人、高橋和彰
- アニメーション制作 - studioぴえろ[6]
- 製作 - アクダマドライブ製作委員会（ぴえろ、読売広告社、マーベラス、NBCユニバーサル･エンターテイメント、アミューズ、コンテンツシード、BS日テレ、Sammy、イオンエンターテイメント）

## 主題歌
「STEAL!!」
SPARK!!SOUND!!SHOW!!によるオープニングテーマ。作詞はタナカユーキ、作曲はタクマ、編曲はSPARK!!SOUND!!SHOW!!。
「Ready」
浦島坂田船によるエンディングテーマ。作詞はKEN THE 390、作曲はShin SakiuraとKEN THE 390、編曲はShin Sakiura。

## 各話リスト
| 話数 | サブタイトル       | 脚本                              | 絵コンテ        | 演出                       | 作画監督                                                 | 初放送日       |
| ---- | ------------------ | --------------------------------- | --------------- | -------------------------- | -------------------------------------------------------- | -------------- |
| #01  | SE7EN              | 海法紀光 田口智久                 | 田口智久        | 田口智久                   | Cindy H. Yamauchi                                        | 2020年 10月8日 |
| #02  | RESERVOIR DOGS     | 海法紀光 笹原嘉文 田口智久        | 笹原嘉文        | 笹原嘉文                   | 小澤早依子                                               | 10月15日       |
| #03  | MISSION:IMPOSSIBLE | 森瀬遼 笹原嘉文 田口智久          | 村田光          | 村田光                     | 渡邊葉瑠                                                 | 10月22日       |
| #04  | SPEED              | 海法紀光 田口智久                 | 山本航          | 小高義規                   | 沼田くみ子                                               | 10月29日       |
| #05  | DEAD MAN WALKING   | 森瀬遼 海法紀光 笹原嘉文 田口智久 | 田頭しのぶ      | 堂山卓見                   | 河野真貴                                                 | 11月5日        |
| #06  | BROTHER            | 笹原嘉文 田口智久                 | 笹原嘉文        | 笹原嘉文                   | 小澤早依子                                               | 11月12日       |
| #07  | ロスト・チルドレン | 村田光 田口智久                   | 村田光          | 村田光                     | 長谷川享雄                                               | 11月19日       |
| #08  | BLACK RAIN         | 田口智久                          | 田頭しのぶ      | 鈴木佑太 田口智久 笹原嘉文 | 稲留和美                                                 | 11月26日       |
| #09  | THE SHINING        | 田口智久                          | 田頭しのぶ      | 田口智久                   | 立川聖治                                                 | 12月3日        |
| #10  | BABEL              | 田口智久                          | 村田光 田口智久 | 村田光                     | 沼田くみ子                                               | 12月10日       |
| #11  | WAR GAMES          | 田口智久                          | 笹原嘉文        | 笹原嘉文                   | 小澤早依子 高柳久美子 菅野芳弘(エフェクト)               | 12月17日       |
| #12  | アクダマドライブ   | 田口智久                          | 田口智久        | 田口智久                   | Cindy H. Yamauchi 立川聖治 稲留和美 菅野芳弘(エフェクト) | 12月24日       |

## 放送局
| 放送期間                  | 放送時間                     | 放送局      | 対象地域 | 備考                                            |
| ------------------------- | ---------------------------- | ----------- | -------- | ----------------------------------------------- |
| 2020年10月8日 - 12月24日  | 木曜 21:30 - 22:00           | AT-X        | 日本全域 | CS放送 / リピート放送あり                       |
|                           | 木曜 23:30 - 金曜 0:00       | BS日テレ    | 日本全域 | 製作参加 / BS/BS4K放送 / 『アニメにむちゅ〜』枠 |
| 2020年10月9日 - 12月25日  | 金曜 0:00 - 0:30（木曜深夜） | サンテレビ  | 兵庫県   |                                                 |
|                           | 金曜 0:30 - 1:00（木曜深夜） | TOKYO MX    | 東京都   |                                                 |
|                           | 金曜 1:00 - 1:30（木曜深夜） | KBS京都     | 京都府   |                                                 |
| 2020年10月14日 - 12月30日 | 水曜 1:00 - 1:30（火曜深夜） | J:COMテレビ | 日本国内 | CATV / 『アニおび』枠                           |

インターネットではFODにて2020年10月8日より毎週木曜23時30分に独占配信される。
| BS日テレ 木曜23:30 - 翌0:00枠 | BS日テレ 木曜23:30 - 翌0:00枠 | BS日テレ 木曜23:30 - 翌0:00枠                                  |
| 前番組                        | 番組名                        | 次番組                                                         |
| ----------------------------- | ----------------------------- | -------------------------------------------------------------- |
| RELEASE THE SPYCE             | アクダマドライブ              | ソードアート・オンライン オルタナティブ ガンゲイル・オンライン |

## BD / DVD
| 巻 | 発売日         | 収録話          | 規格品番  | 規格品番  |
| 巻 | 発売日         | 収録話          | BD限定版  | DVD限定版 |
| -- | -------------- | --------------- | --------- | --------- |
| 1  | 2020年12月25日 | 第1話 - 第2話   | GNXA-7451 | GNBA-8191 |
| 2  | 2021年1月29日  | 第3話 - 第4話   | GNXA-7452 | GNBA-8192 |
| 3  | 2021年2月26日  | 第5話 - 第6話   | GNXA-7453 | GNBA-8193 |
| 4  | 2021年3月26日  | 第7話 - 第8話   | GNXA-7454 | GNBA-8194 |
| 5  | 2021年4月28日  | 第9話 - 第10話  | GNXA-7455 | GNBA-8195 |
| 6  | 2021年5月28日  | 第11話 - 第12話 | GNXA-7456 | GNBA-8196 |

第6巻には映像特典として、最終話に未放送の5分のカットを加えた「ディレクターズカット版」が収録された。

## 漫画
2020年7月7日より2023年3月28日まで『Renta!』にて本編が配信。その後、話数は通算の形で、最終回後を描いた「シコク編」も2023年4月11日から4月25日まで前後編にて配信。作画は大柿ロクロウ。単行本は電子書籍のみで全9巻。
「シコク編」の内容はほぼ大柿によって考案された内容である。

## Webラジオ
2020年10月2日から7日の間、音泉にてメインキャストが日替わりでパーソナリティを担当する『アクダマドライブカウントダウンラヂオ』が配信される。
2020年10月9日から12月18日まで隔週金曜日に同じく音泉にて『アクダマラヂオ』が配信。こちらはメインパーソナリティの梅原裕一郎（運び屋 役）とマンスリーパーソナリティが担当する。

## 舞台
舞台「アクダマドライブ」というタイトルで2022年3月10日から21日に、品川プリンスホテル ステラボールにて、3月26日・27日にCOOL JAPAN PARK OSAKA WWホールにて上演。アニメ版で一般人役を演じた黒沢ともよが同役を務める。

### キャスト（舞台）
- 一般人 - 黒沢ともよ
- 運び屋 - 蒼木陣
- チンピラ - 長妻怜央
- 医者 - 吉川友
- ハッカー - 廣野凌大
- 喧嘩屋 - 桜庭大翔
- 処刑課弟子 - 星波
- 処刑課後輩 - 佐久間貴生
- 兄 - 中村琉葦 / 国井煌（Wキャスト）
- 妹 - 佐久間凛奈 / 神津優花（Wキャスト）
- 殺人鬼 - 本田礼生
- 処刑課師匠 - 唐橋充
- 処刑課FORCE - Toyotaka、RYO、HILOMU、Dolton、KENTA、KIMUTAKU

### スタッフ（舞台）
- 原作 - ぴえろ・TooKyoGames
- 演出 - 植木豪
- 脚本 - 白鳥雄介
- 音楽監督 - 田中マッシュ